# 286 км (зупинний пункт)
286 км — пасажирський зупинний пункт Знам'янської дирекції Одеської залізниці на лінії Помічна — Чорноліська між станціями Кропивницький та Лелеківка.
Розташований у Фортечному районі міста Кропивницький.

## Пасажирське сполучення
На зупинному пункті 286 км зупиняються приміські потяги у напрямку Помічної та Знам'янки.